# Death Rally
Death Rally (с англ. — «Смертельное ралли») — компьютерная игра в жанре гонок на выживание, разработанная Remedy Entertainment и изданная Apogee Software. Распространялась GT Interactive Software.
Релиз оригинальной версии состоялся в 1996 году на платформе MS-DOS.
Игра была обновлена для работы в среде Microsoft Windows и переиздана как freeware 20 октября 2009 года.
30 марта 2011 года, Remedy, совместно с Mountain Sheep выпустили ремейк под iOS и Android. Позднее, 3 августа 2012 вышла версия для Windows, а 4 сентября 2012 для Kindle Fire.

## Игровой процесс

Игровой процесс

Игрок начинает, имея при себе $495 и стандартную «машину новичка» — Vagabond. Он должен участвовать в смертельных гонках, где все авто оснащены оружием (если только не выбрать режим совсем без него).
Деньги приходится зарабатывать занимая призовые места, собирая бонусы на трассе, выполняя задания и уничтожая противников. Основная цель игры — победа над, так называемом, «Adversary», бесспорным чемпионом Death Rally, в гонке один на один.
Каждая машина может быть оснащена рядом апгрейдов, которые улучшают защитные свойства (броня), управляемость (шины) и скорость (двигатель). В то время, как стандартное оружие не может быть улучшено, возможно, однако же, получить временные боевые апгрейды за дополнительную плату. Шипы на бампер, мины и ракетное топливо.
Перед каждой гонкой игрок может взять в долг у продавца на Чёрном Рынке или наоборот дать ему взятку с целью саботажа машины самого сильного оппонента, что приведёт к случайному количеству повреждений в интервале 25-49 %.

### Машины
Автопарк включает в себя шесть разных автомобилей, доступных для покупки и улучшения. Все они, кроме пикапа, имеют свои прототипы.
Vagabond, Sentinel, Shrieker, Wraith, это — Фольксваген Жук, Peugeot 405, Pontiac Firebird и Porsche 911, соответственно. Deliverator сделан на основе Mach 5 из мультфильма Спиди-гонщик.
От цены машины зависит не только количество апгрейдов, которые можно на неё поставить, но и размер всех денежных бонусов, которые получает игрок за достижения, задания и просто разбросанных на трассе. Чем дороже машина — тем больше. С другой стороны, цена ремонта, апгрейдов, дополнительный опций и штрафов тоже возрастает пропорционально.

## Отзывы
| Сводный рейтинг       | Сводный рейтинг                            |
| Агрегатор             | Оценка                                     |
| --------------------- | ------------------------------------------ |
| GameRankings          | 85 % (DOS) 81,50 % (iOS) 61,43 % (Windows) |
| Metacritic            | 77 из 100 (iOS) 62 из 100 (Windows)        |
| Иноязычные издания    |                                            |
| Издание               | Оценка                                     |
| Destructoid           | 8 из 10 (iOS)                              |
| GameSpot              | 8,5 из 10 (DOS) 4 из 10 (Windows)          |
| IGN                   | 7,5 из 10 (iOS)                            |
| 148 Apps              | (iOS)                                      |
| AppSpy                | (iOS)                                      |
| Next Generation       | (DOS)                                      |
| Pocket Gamer          | 7 из 10 (iOS)                              |
| TouchArcade           | (iOS)                                      |
| TouchGen              | (iOS)                                      |
| Русскоязычные издания |                                            |
| Издание               | Оценка                                     |
| Absolute Games        | 57 %                                       |
| «Игромания»           | 7,5 из 10                                  |

Игра получила по большей части положительные отзывы. Рейтинг на Old-Games составляет 4/5 звёзд от рецензентов и 5/5 звёзд от игроков. Оригинальная версия для DOS так же удерживает пользовательский рейтинг в 85 % на GameRankings. Версия для iOS держит рейтинг в 77 из 100 на Metacritic и 81,50 % на GameRankings. Ремейк 2012 года для Windows был принят не настолько хорошо, получив 62 из 100 и 61,43 % соответственно.
Крис Худак из GameSpot поставил игре оценку в 8.5 из 10 и прокомментировал что «это просто лучшие гонки с видом сверху которые выходили за долгие годы, а может и когда-либо вообще». Обозреватель Next Generation отметил, что «и снова Apogee напомнила нам что условно-бесплатные игры могут быть весёлыми. Death Rally — это простая, играбельная, приятная боевая гоночная игра с ретро видом сверху и большим количеством экшена». Он особенно высоко оценил многочисленные способы уничтожения противников и множество юмористических элементов игры.
Михаил Калинченков из Absolute Games назвал переиздание 2012 года «поразительно беззубой», и что «монотонный процесс настолько меня усыпил», и поставил игре оценку в 57 %. Иван Василенко из «Игромании» назвал минусом что в ремейке «заниженная скорость езды по сравнению с первой Death Rally», и поставил 7,5 баллов.

## Свободное переиздание
В мае 2009 года, программист Jari Komppa связался с Remedy и вызвался сделать open-source релиз Death Rally. Так как выпуск игры в этом виде не мог быть согласован, Komppa, вместо этого принялся за портирование игры под Windows.
Основываясь на его разработках, Remedy выпустила Death Rally для Windows как проприетарное freeware 20 октября, 2009. Переизданная версия не поддерживает игру по сети, потому что оригинальный код протокола IPX было бы слишком дорого адаптировать под Windows.
Статья, включающая в себя хронологию проделанной работы Komppa была опубликована в журнале Game Developer в апреле 2010 и позже онлайн.

## Ремейк
Ремейк для iOS вышел 31 марта 2011 года. Помимо Дюка Нюкема, как было в оригинальной игре, в нём появились другие известные персонажи, такие как Барри Уилер из Alan Wake, Джон Гор из Minigore и Могучий Орëл из Angry Birds. Игра включает в себя песню «Can You Hear Me» финской группы Poets of the Fall, которая ранее сотрудничала с Remedy Entertainment, написав песню для игры Max Payne 2: The Fall of Max Payne.
По состоянию на декабрь 2011, игра была скачана 1.8 млн раз, окупив восьмимесячный процесс разработки за три дня.
3 августа 2012 года ремейк появился в Steam под платформу Windows.
Летом 2018 года, благодаря уязвимости в защите Steam Web API, стало известно, что точное количество пользователей сервиса Steam, которые играли в ремейк хотя бы один раз, составляет 370 163 человек.